# Gustaw Trzciński

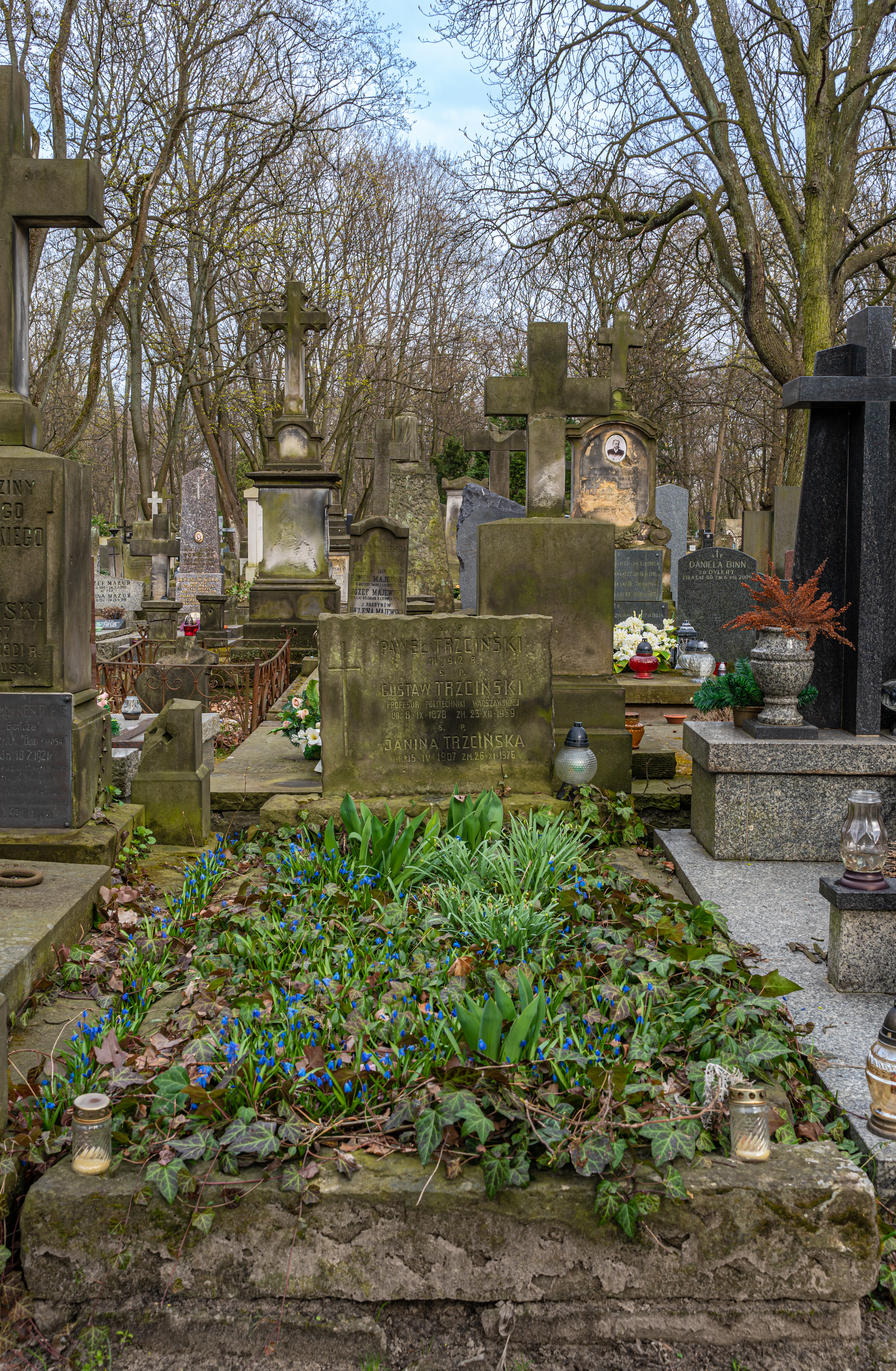
Grób Gustawa Trzcińskiego na cmentarzu Powązkowskim

Gustaw Stanisław Trzciński (ur. 8 września 1878, zm. 23 grudnia 1959 w Warszawie) – polski architekt, prekursor budownictwa żelbetowego w Polsce. 

## Życiorys
Urodził się w rodzinie Pawła (zm. 1912). W 1903 ukończył studia na Wydziale Inżynierii Lądowej Instytutu Politechnicznego w Warszawie. 
Jako pierwszy na ziemiach polskich wprowadził do projektowanych przez siebie obiektów konstrukcje żelbetowe, po raz pierwszy użył ich wraz z Kazimierzem Grabowskim podczas budowy gmachu Cedergrenu przy ul. Zielnej w Warszawie. Kolejną była konstrukcja Teatru Polskiego w Warszawie w 1912, następnie zaprojektował konstrukcję oraz kierował budową Teatru Polskiego w Wilnie. Został zaangażowany w posadowienie nowego dworca kolejowego w Kijowie i budowę ujęcia wody z Wisły dla elektrowni na Powiślu. Zaprojektował wybudowaną w latach 1925–1926 kolonię Tanich Mieszkań przy ul. Grotgera. 
Współzałożyciel SARP (1934), członek Kolegium Sekretarzy Konkursowych SARP. Od 1937 do wybuchu II wojny światowej kierował Instytutem Badań Budownictwa na Wydziale Architektury Politechniki Warszawskiej.
W okresie od 28 sierpnia 1945 do 14 lipca 1946 pełnił funkcję prezesa SARP. Od 1945 zastępca profesora, w 1949 otrzymał nominację na profesora nadzwyczajnego Wydziału Architektury Politechniki Warszawskiej, kierował wówczas Zakładem Materiałów Budowlanych w Katedrze Budownictwa Ogólnego. W 1953 przeszedł na emeryturę.
Zmarł w Warszawie, pochowany na cmentarzu Powązkowskim (kwatera 87-6-6).

## Odznaczenia
- Medal 10-lecia Polski Ludowej (19 stycznia 1955)[6]
- Złota Odznaka SARP (1955)[4]